# FOXO4
FOXO4（forkhead box protein O4）は、ヒトではFOXO4遺伝子にコードされているタンパク質である。

## 構造と機能
FOXO4はフォークヘッドボックス（FOX）ファミリーのOサブクラスに属する転写因子であり、このファミリーはDNA結合に用いられるwinged helixドメインによって特徴づけられる。FOXOファミリーには4種類のメンバーが存在し、他のメンバーはFOXO1、FOXO3、FOXO6である。これらのタンパク質の活性は、リン酸化、ユビキチン化、アセチル化など多くの翻訳後修飾によって変化する。DNAに対するFOXO4の結合親和性は修飾状態に依存して変化し、それによって酸化ストレスシグナル、長寿、インスリンシグナル、細胞周期の進行、アポトーシスなど多くの細胞経路の調節が可能となっている。FOXO4の活性を調節する主要な上流因子となるのは、PI3キナーゼ（PI3K）とAKT/PKBの2つである。PI3KとAKTはどちらもFOXO4を修飾することで核への移行を妨げ、FOXOの標的遺伝子の転写を効果的に阻害する。

## 臨床的意義

### 長寿との関係
FOXO転写因子は、IGFシグナル伝達経路の下流のエフェクター分子であることが示されている。線虫Caenorhabditis elegansでは、インスリン非存在下ではPI3Kが不活性となり、FOXOホモログであるDaf-16は核へ移行して長寿と関連した遺伝的経路を活性化することができるようになる。FOXOによるこうした経路の活性化は線虫、ハエ、マウスで寿命を伸長することが示されており、ヒトでもFOXO3aの多型と長寿との関連が示されている。一方でFOXO4はp53と結合して細胞老化を誘導することが知られており、FOXO4と競合するペプチドはp53を核から搬出することでセノリティック薬（老化細胞除去薬）として作用する。

### がん
多くの種類のがんでAKTのリン酸化を促進する変異、すなわちFOXOの不活性化をもたらして細胞周期の適切な調節を効果的に防ぐ変異が生じしていることが観察されている。FOXO4はCDK阻害因子であるp27を活性化し、G1期への進行を阻害する。HER2陽性腫瘍細胞では、FOXO4活性の増大によって腫瘍のサイズが縮小する。FOXO4遺伝子の転座は急性白血病の原因の1つであることが示されている。こうした転座によって形成される融合タンパク質はDNA結合ドメインを欠いており、タンパク質の機能喪失が引き起こされる。
胃がんでは、原発部位にとどまっているがんと比較して、既にリンパ節へ到達しているがんでFOXO4のmRNA濃度の低下が観察される。正常組織と比較した際には、胃がん組織の上皮細胞では核内に位置するFOXO4の濃度が減少しており、FOXO4のエフェクター機能や発がん性の抑制因子としての機能の低下と一致する。FOXO4は細胞周期をG1/S期で停止させて細胞増殖を防ぐとともに、ビメンチンをダウンレギュレーションして転移を防いでいる。これらの結果は、FOXO4が上皮間葉転換（EMT）を阻害する役割を果たしていることを示している。
非小細胞肺がんでは、がんのステージに応じてFOXO4の発現が変化する。重篤な症例ではFOXO4が最も少なく、重症度の低い症例ではFOXO4濃度は高い。胃がんと同様に、FOXO4の濃度が最も低いがんでE-カドヘリン濃度は最も低く、ビメンチン濃度は最も高い。このことはFOXO4がEMTの抑制因子として作用していることと一致する。

## 相互作用
FOXO4は、PIN1、Mdm2と相互作用することが示されている。
一部の腫瘍では、染色体転座によって生じたCIC-FOXO4融合タンパク質が観察される。

## 関連文献
- “Cloning and characterization of AFX, the gene that fuses to MLL in acute leukemias with a t(X;11)(q13;q23)”. Oncogene 14 (2):  195–202. (1997). doi:10.1038/sj.onc.1200814. PMID 9010221.
- “AFX1 and p54nrb: fine mapping, genomic structure, and exclusion as candidate genes of X-linked dystonia parkinsonism”. Hum. Genet. 100 (5–6):  569–72. (1997). doi:10.1007/s004390050553. PMID 9341872.
- “Direct control of the Forkhead transcription factor AFX by protein kinase B”. Nature 398 (6728):  630–4. (1999). Bibcode: 1999Natur.398..630K. doi:10.1038/19328. PMID 10217147.
- “Regulation of nuclear translocation of forkhead transcription factor AFX by protein kinase B”. Proc. Natl. Acad. Sci. U.S.A. 96 (21):  11836–41. (1999). Bibcode: 1999PNAS...9611836T. doi:10.1073/pnas.96.21.11836. PMC 18373. PMID 10518537.
- “AFX-like Forkhead transcription factors mediate cell-cycle regulation by Ras and PKB through p27kip1”. Nature 404 (6779):  782–7. (2000). Bibcode: 2000Natur.404..782M. doi:10.1038/35008115. PMID 10783894.
- “Identification of the differential distribution patterns of mRNAs and consensus binding sequences for mouse DAF-16 homologues”. Biochem. J. 349 (Pt 2):  629–34. (2000). doi:10.1042/0264-6021:3490629. PMC 1221187. PMID 10880363.
- “1H, 13C and 15N resonance assignments of the DNA binding domain of the human forkhead transcription factor AFX”. J. Biomol. NMR 17 (2):  181–2. (2000). doi:10.1023/A:1008358816478. PMID 10921784.
- “DAF-16 recruits the CREB-binding protein coactivator complex to the insulin-like growth factor binding protein 1 promoter in HepG2 cells”. Proc. Natl. Acad. Sci. U.S.A. 97 (19):  10412–7. (2000). Bibcode: 2000PNAS...9710412N. doi:10.1073/pnas.190326997. PMC 27038. PMID 10973497.
- “Inhibition of nuclear import by protein kinase B (Akt) regulates the subcellular distribution and activity of the forkhead transcription factor AFX”. Mol. Cell. Biol. 21 (10):  3534–46. (2001). doi:10.1128/MCB.21.10.3534-3546.2001. PMC 100275. PMID 11313479.
- “Solution structure of the DNA binding domain of the human forkhead transcription factor AFX (FOXO4)”. Biochemistry 40 (20):  5861–9. (2001). doi:10.1021/bi001663w. PMID 11352721.
- “Ligand-dependent interaction of estrogen receptor-alpha with members of the forkhead transcription factor family”. J. Biol. Chem. 276 (36):  33554–60. (2001). doi:10.1074/jbc.M105555200. PMID 11435445.
- “Regulation of the Forkhead transcription factor AFX by Ral-dependent phosphorylation of threonines 447 and 451”. Mol. Cell. Biol. 21 (23):  8225–35. (2001). doi:10.1128/MCB.21.23.8225-8235.2001. PMC 99987. PMID 11689711.
- “The forkhead transcription factor AFX activates apoptosis by induction of the BCL-6 transcriptional repressor”. J. Biol. Chem. 277 (16):  14255–65. (2002). doi:10.1074/jbc.M110901200. PMID 11777915.
- “An mRNA splice variant of the AFX gene with altered transcriptional activity”. J. Biol. Chem. 277 (10):  8068–75. (2002). doi:10.1074/jbc.M106091200. PMID 11779849.
- “Control of cell cycle exit and entry by protein kinase B-regulated forkhead transcription factors”. Mol. Cell. Biol. 22 (7):  2025–36. (2002). doi:10.1128/MCB.22.7.2025-2036.2002. PMC 133681. PMID 11884591.
- “MLL-AFX requires the transcriptional effector domains of AFX to transform myeloid progenitors and transdominantly interfere with forkhead protein function”. Mol. Cell. Biol. 22 (18):  6542–52. (2002). doi:10.1128/MCB.22.18.6542-6552.2002. PMC 135648. PMID 12192052.
- “The forkhead transcription factor FOXO4 induces the down-regulation of hypoxia-inducible factor 1 alpha by a von Hippel-Lindau protein-independent mechanism”. J. Biol. Chem. 278 (32):  30125–35. (2003). doi:10.1074/jbc.M302042200. PMID 12761217.
- “Neutrophil activation by fMLP regulates FOXO (forkhead) transcription factors by multiple pathways, one of which includes the binding of FOXO to the survival factor Mcl-1”. J. Leukoc. Biol. 74 (4):  583–92. (2003). doi:10.1189/jlb.0103020. PMID 12960271.